# Stiphroneura inclusa
Stiphroneura inclusa is een insect uit de familie van de mierenleeuwen (Myrmeleontidae), die tot de orde netvleugeligen (Neuroptera) behoort. 
Stiphroneura inclusa is voor het eerst wetenschappelijk beschreven door Walker in 1853.